# Jean-Baptiste t'Serstevens
Jean-Baptiste Auguste t'Serstevens of t'Serstevens-Troye (Brussel, 1 september 1831 - Marbaix-la-Tour, 5 februari 1910) was een Belgisch volksvertegenwoordiger, senator en burgemeester.

## Biografie

### Familie
Jean-Baptiste t'Serstevens was een telg uit de familie T'Serstevens. Hij was een zoon van fabrikant Auguste t'Serstevens en diens eerste vrouw Marie-Augustine 't Kint. Zijn vader was ook rechter bij de rechtbank van koophandel in Brussel en censor van de Nationale Bank van België. Hij was een halfbroer van volksvertegenwoordiger Léon t'Serstevens. Hij trouwde in 1859 in Bergen met Alix Troye (1832-1888), dochter van Louis Troye, vrederechter, arrondissementscommissaris van Thuin, gemeenteraadslid van Thuin, gouverneur van Henegouwen en volksvertegenwoordiger. Ze kregen een zoon en een dochter:
- Louise t'Serstevens (1862-1932), trouwde in 1882 in Thuin met Léon Gendebien (1857-1942), advocaat, gemeenteraadslid van Thuin, burgemeester van Marbaix-la-Tour en volksvertegenwoordiger. Ze kregen twee zoons, waaronder Paul Gendebien, en een dochter, met afstammelingen tot heden.
- Marc t'Serstevens (1863-1907), buitengewoon gezant en gevolmachtigd minister, bleef vrijgezel en overleed nog voor zijn ouders.

### Loopbaan
Gepromoveerd tot kandidaat in de wijsbegeerte en letteren aan de Université libre de Bruxelles, werd hij gemeentelijk actief:
- gemeenteraadslid en burgemeester van Marbaix-la-Tour van 1862 tot 1879;
- gemeenteraadslid en burgemeester van Thuin van 1879 tot 1895.

Hij was provincieraadslid van Henegouwen van 1873 tot 1880.
In 1864 werd T'Serstevens liberaal volksvertegenwoordiger voor het arrondissement Thuin, in opvolging van Gustave van Leempoel de Nieuwmunster en vervulde dit mandaat tot in 1870.
Hij was opnieuw volksvertegenwoordiger van 1880 tot 1886. Van 1894 tot 1900 was hij senator voor het arrondissement Thuin. 
In 1907 verkreeg T'Serstevens opname in de erfelijke Belgische adel